# Акустика. Песни как они есть
«Акустика. Песни как они есть» — двойной сольный акустический альбом Дианы Арбениной, лидера группы «Ночные снайперы». Записан на домашней студии Арбениной весной 2013 года. Релиз альбома состоялся 19 августа 2013 года при поддержке лейбла «Никитин» и был приурочен к 20-летнему юбилею группы «Ночные Снайперы». Презентация альбома состоялась 4 сентября 2013 года в московском клубе «Jagger».
Первый диск двойного альбома — «Тени в раю» — включает 15 композиций, написанных, по словам Арбениной, «давно», но не вошедших ни в один альбом «Ночных снайперов». Во второй диск — «Между нами» — вошло 15 новых, также нигде не публиковавшихся ранее, песен.
По словам исполнительницы, спустя 20 лет она решила вернуться к истокам своего творчества. «Шероховатость, непричёсанность» жизни артистки пошла альбому на пользу, а результатом Арбенина осталась очень довольна.

## Список композиций
Слова и музыка всех песен — Дианы Арбениной.
| №                   | Название                     | Длительность |
| ------------------- | ---------------------------- | ------------ |
| 1.                  | «Бензол»                     | 3:56         |
| 2.                  | «Тугая ночь»                 | 1:40         |
| 3.                  | «Уставшие глаза»             | 5:26         |
| 4.                  | «Я больше не ревную»         | 2:09         |
| 5.                  | «Иду одна»                   | 2:06         |
| 6.                  | «Падаешь в небо»             | 4:13         |
| 7.                  | «Я люблю того кто не придёт» | 3:11         |
| 8.                  | «Салют зима!»                | 3:05         |
| 9.                  | «Давишь соки»                | 2:25         |
| 10.                 | «Сливки со льдом»            | 1:36         |
| 11.                 | «Полетели полетели»          | 2:37         |
| 12.                 | «Граффити»                   | 3:38         |
| 13.                 | «До 100»                     | 4:27         |
| 14.                 | «6 дней»                     | 3:56         |
| 15.                 | «Сны»                        | 2:28         |
| Общая длительность: | Общая длительность:          | 46:53        |

| №                   | Название                   | Длительность |
| ------------------- | -------------------------- | ------------ |
| 1.                  | «Aptos»                    | 1:45         |
| 2.                  | «Кончилась зима»           | 4:53         |
| 3.                  | «Шагай»                    | 2:35         |
| 4.                  | «Странно»                  | 3:29         |
| 5.                  | «Горыгорыгоры»             | 3:30         |
| 6.                  | «Адреналин»                | 4:07         |
| 7.                  | «Фиеста»                   | 3:41         |
| 8.                  | «Архитектор»               | 2:33         |
| 9.                  | «И пусть будет»            | 2:51         |
| 10.                 | «Да. Так начинается жизнь» | 2:46         |
| 11.                 | «Sumorok»                  | 4:24         |
| 12.                 | «Московский военный вальс» | 2:15         |
| 13.                 | «Демоны»                   | 3:17         |
| 14.                 | «Пусть нам повезёт»        | 4:23         |
| 15.                 | «New York»                 | 4:02         |
| Общая длительность: | Общая длительность:        | 50:31        |

## Участники записи
- Диана Арбенина — вокал, акустическая гитара, автор песен
- Анна Уткина — звукорежиссура, мастеринг
- Роман Ивановский — мастеринг
- Оформление обложки — дизайн-бюро «Щука»
- Фото — Александра Мановцева
- Администратор — Лариса Пальцева

## Критика
Альбом был воспринят критиками положительно. Алексей Мажаев из InterMedia отметил, что композиции записаны в обыкновенной для Арбениной стилистике. Между песнями с первого и второго диска, по словам критика, нет принципиальной разницы. Олег Гальченко («Наш НеФормат») отметил профессионализм исполнителя, качество записи, спокойную и камерную атмосферу треков, пронзительность текстов. Оксана Полякова из «Вечерней Москвы» отметила, что каждая из 30 песен альбома — «разговор по душам».